# خربة الوعرة السوداء
خربة الوعرة السوداء كانت قرية فلسطينية تبعد 7.5 كم شمال شرق مدينة طبريا. سكان القرية ينتمون لقبيلة المواسي والهيب، طهرت القرية عرقيا في18 نيسان/ أبريل 1948 

## الموقع
كانت تقع القرية تقوم على تلة من صخور بركانية وتطلّ على وادي الحمام وبحيرة طبرية. وكانت طريق فرعية تربط القرية بالطريق العام الممتدة في موازاة شاطئ البحيرة حتى مدينة طبرية. وكانت طريق غير معبدة تربطها بطريق حطين في الجنوب الغربي.اجتمعت منازل القرية على نحو غير منتظم حول تقاطع هاتين الطريقين.

## سكان القرية
وكان سكان القرية ينتمون في معظمهم إلى قبيلة عرب المواسي البدوية وان كان بعض الأسر ينتمي إلى عرب الهيب من البدو. وكانت تحيط بمنازلهم الحجرية خيم البدو الذين لم يشيدوا منازل دائمة لهم. وكان سكانها كلهم من المسلمين. وبلغ عدد السكان من عرب المواسي 145 نسمة في عام 1922 ثم ارتفع في عام 1931 إلى 113 نسمة كانوا يقطنون في 161 مسكناً . وأما عرب الهيب فقد كان عددهم 161 نسمة في عام 1922، وفي عام 1931 ،147 نسمة كانوا يقطنون في 29 مسكناً. وأصبح عدد السكان من القبلتين 1,870 نسمة في عام 1945. وقد دمر الصهيونيون بيوت هؤلاء العرب وشردوهم في عام 1948.

## الطقوس الدينية
وكان ثمة على المشارف الشمالية للقرية خربة تضم مقامين لشيخين محليين، هما عمر وموسى الكاظم. وكان السكان يقيمون الاحتفالات الدينية في مقام موسى الكاظم.

## التطهير العرقي للقرية
لم ينشر أي تقرير عن احتلال هذه القرية، الا إن موقعها بفرض أحد احتمالين:الأول هو أن القرية ربما تكون احتلت صبيحة سقوط طبرية يوم 18 نيسان / أبريل 1948 . فقد كان أغارت قوات الهاغاناه في إثر احتلال المدينة، على بضع قرى في جوارها لإحكام قبضتها على طبرية وإرغام السكان على النزوح عن المنطقة المحيطة بها، ومن الجائز أن تكون خربة الوعرة السوداء من جملة هذه القرى. الاحتمال الثاني هو أن تكون القرية احتلت في إطار عملية ديكل (أنظر عمقا، قضاء عكا) حين كانت القوات التي احتلت الناصرة تتقدم شرقاً في اتجاه طبرية. فان صح ذلك، تكون القرية وقعت تحت الاحتلال في أواسط تموز/ يوليو، وقت سقوط حطين، قبيل الهدنة الثانية في الحرب. ورد في مصادر أخرى أن تاريخ الاحتلال هو الثاني من تشرين الثاني/ نوفمبر، عام 1948.
وثمة رواية شفهية عن وقوع مجزرة بعرب المواسي في أواخر تشرين الأول/ أكتوبر، أوائل تشرين الثاني /نوفمبر1948، عقب الهدنة الثانية في الحرب. فقد جمع الجنود اليهود (استناداً إلى قول السكان) 15 رجلا ومضوا بهم إلى قرية عيلبون حيث أطلقوا النار عليهم وسلم منهم اثنان إذا تظاهرا بالموت بينما كان الجنود قد تراجعوا مسافة يسيرة. وبعد انتظار بضع دقائق، عاد الجنود فأطلقوا النار على الجثث كلها، ووجهوا نيرانهم إلى الرؤؤس هذه المرة. وقد مات أربعة عشر منهم، ودفنوا في كهف مجاور. أما الناجي الوحيد فقد هرب إلى سوريا مع نفر من عرب المواسي . والتحق غيرهم بالقبائل المنتشرة في الجليل الداخلي.

## القرية اليوم
لم يبق من المنازل أثر يدلّ على أن القرية كانت قائمة فيما مضى الا ما بقي من المصاطب الحجرية ويستعمل الموقع نفسه والأراضي المحيطة به مرعى للمواشي وان كان جزء منها يزرعه المستوطنون الإسرائيليون. أقيمت على أراضيها مستوطنة رفيد، التي تبعد عنها 3 كلم إلى الغرب من موقع القرية لكنها ليست على أراضيها. ومستوطنة أريبل التي أنشئت في سنة 1949، فتقع على بعد نحو 2 كلم جنوبي شرقي الموقع وهي على أراضي قرية حطين.

## وصلات خارجية
- خربة الوعرة السوداء ترحب بكم
- مقطع من حقّ يأبى النسيان الذي انتجته قناة الجزيرة: https://www.youtube.com/watch?v=xPT8kgzEgPQ